# Esmail Khoi

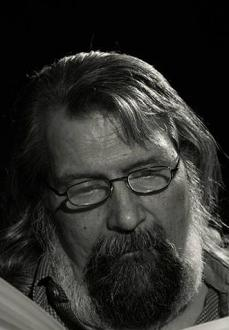
Esmail Khoi

Esmail Khoi, auch Esmail Kho'i (* 30. Juni 1938 in Mashhad, Iran, lt. iranischem Kalender: 9. Tir 1317; † 25. Mai 2021 in London), war ein iranischer Autor, der seit 1983 im Exil lebte.

## Leben
Khoi wurde im Iran und in England erzogen. Im Iran war er während der 1960er- und 1970er-Jahre Dozent für Philosophie. Er war Gründungsmitglied der Schriftstellervereinigung des Iran und stellte sich gegen die Einschränkungen der intellektuellen Freiheiten unter dem Regime des Schahs. Im Angesicht der Zensur im Iran dieser Zeit entwickelte er in seinen Gedichten einen eigenen Symbolismus verbunden mit einer melodischen, tiefgründigen Sprache.
Khoi wurde von seinem Universitätsposten entlassen, da er sich immer mehr einem oppositionellen und revolutionären Aktivismus zuwandte. Nach der Iranischen Revolution des Jahres 1979 wurde er jedoch vom religiösen System noch mehr unterdrückt als zuvor. Seit 1980 lebte er im Untergrund und verließ den Iran 1983. In den Jahren des Exils beschrieb er sein Leben und seinen Kampf für Menschenrechte und politische Freiheit. So trat er öffentlich für Taslima Nasrin und Salman Rushdie ein.
Seit den 1990er-Jahren liegen einige seiner Dichtungen in englischer Übersetzung vor, seit 2012 ein Band in deutscher Sprache.

## Auszeichnungen
- 2010: Coburger Rückert-Preis

## Veröffentlichungen
- 1995: Edges of Poetry: Selected Poetry, Blue Logos Press, Los Angeles, Kalifornien, USA.
  - 2012: deutsch von Kurt Scharf: Am Fenster der Erinnerung: Gedichte. Verlag Hans Schiller, Berlin 2012, ISBN 978-3-89930-339-1.
- 1999: Outlandia: Songs of Exile. Ausgewählt und ins Englische übersetzt von Ahmad Karimi-Hakak und Michael Beard, Einführung von Erik Nakjavani. Nik Publishers, Vancouver, British Columbia, Kanada.